# Histiobranchus bruuni
Espèce
Histiobranchus bruuni est une espèce de poissons téléostéens serpentiformes.